# Алан Болл (сценарист)
Алан Ервін Болл (англ. Alan Erwin Ball, 13 травня 1957, Атланта (Джорджія)) — американський сценарист та кінорежисер.

## Біографія
Народився в сім'ї Френка і Мері Болл. Відвідував середню школу в Марієтті. Закінчив у 1980 році театральний факультет Університету штату Флорида. Був драматургом трупи "General Nonsense Theater Company" в Сарасоті, штат Флорида.
З 1994 року працює на телебаченні. Болл відомий як сценарист фільму «Краса по-американськи» (1999), за який отримав «Оскар» і «Золотий глобус», а також як автор популярних телесеріалів каналу «HBO» «Клієнт завжди мертвий» і «Реальна кров». Є виконавчим продюсером серіалу «Банші».

## Особисте життя
Алан є геєм. Його називають «сильним голосом для ЛГБТ-спільноти». У 2008 році він увійшов до щорічного списку «100 геїв і лесбійок, що найбільше вражають» від часопису «Out». Болл мешкає в Лос-Анджелесі разом зі своїм партнером Пітером Макдіссі, який грав головні ролі в декількох роботах Болла.

## Нагороди
- 2000 — «Оскар» за найкращий оригінальний сценарій — «Краса по-американськи»
- 2000 — «Золотий глобус» за найкращий сценарій та найкращий фільм — «Краса по-американськи»
- 2000 — Гільдія письменників Америки: премія за найкращий оригінальний сценарій — «Краса по-американськи»
- 2002 — Гільдія режисерів Америки: премія за видатні режисерські досягнення — «Клієнт завжди мертвий»
- 2002 — «Еммі» за найкращу режисерську роботу — «Клієнт завжди мертвий»
- 2002 —Американська гільдія продюсерів: премія за найкращий драматичний серіал — «Клієнт завжди мертвий»